# Casal Pinheiro

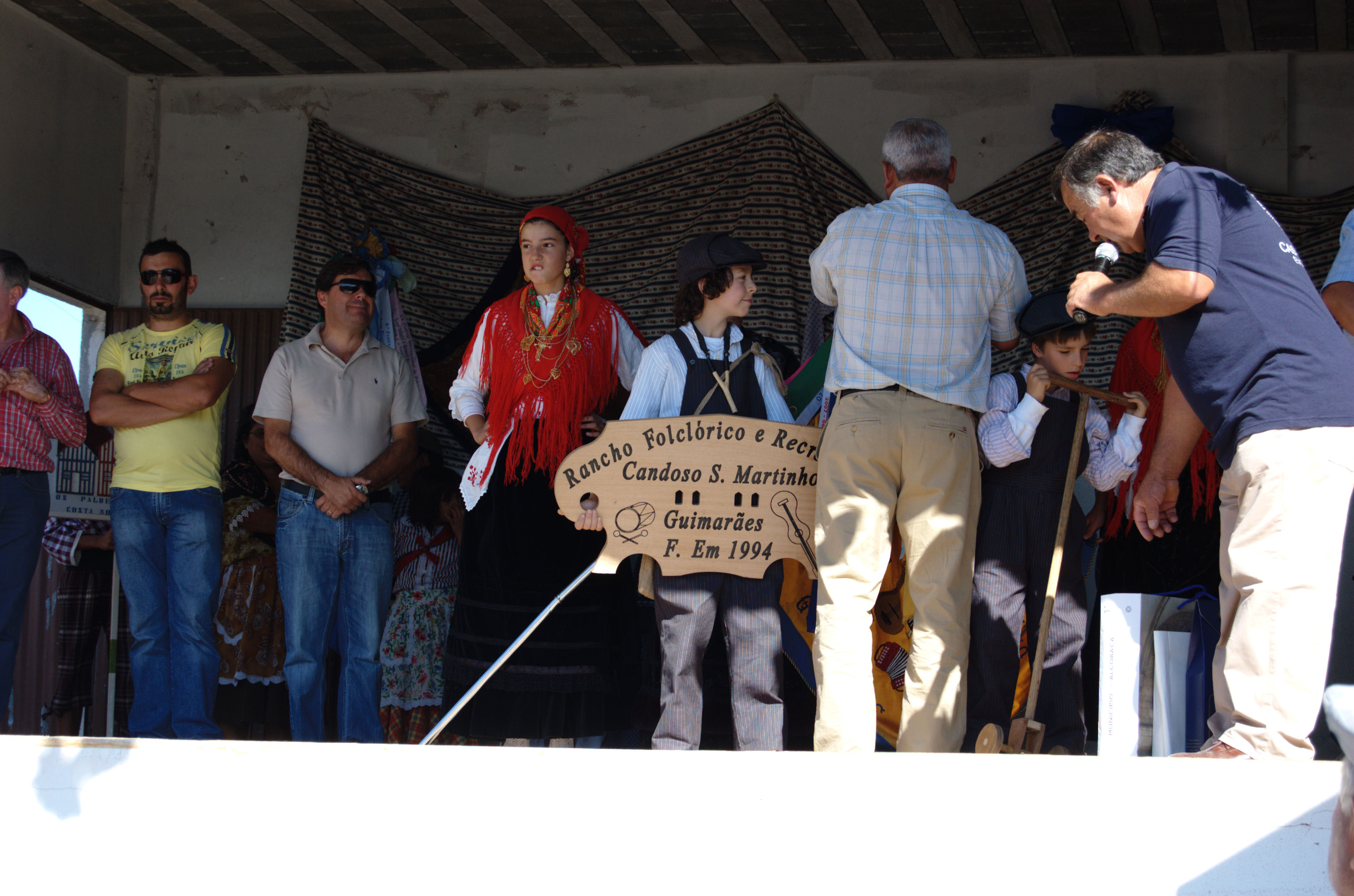
Fiestas populares en 2008.

Casal Pinheiro es un pueblo del municipio de Alcobaça, con 3,32 km² de superficie y 288 habitantes (2001). Su densidad de población es de 86,7 hab/km².
Está ubicado al sur de Évora de Alcobaça, con el río Baça al norte, Fragosas al sureste y al suroeste Areeiro.
Es sede de la Associação Recreativa e Cultural das Rosas Casal Pinheiro e Fragosas. La asociación cuenta con un rancho (grupo de danza y música folclórica portuguesa) del mismo nombre, creado en los años 1970 y que ha recibido premios internacionales. 
Durante el segundo fin de semana de septiembre, se celebran las fiestas de verano.